# プロップガン
プロップガンとは映画、テレビ等で俳優、タレントが小道具として使用する銃砲類を指す。
日本の法規上、実銃を使用することは原則禁止されているため、発砲機能を一切持たないトイガンを使用するのが一般的である。多くのプロップガンは微量の火薬（玩具煙火）の撃発により火、煙、音を発して発砲を表現する。このアクションを発火と呼ぶ。銃口から噴く火花をマズルフラッシュといい、視聴者、観客に発砲表現を分かりやすくするために大げさに明るくする事が多い。
プロップガンを用いて銃を使用した表現（操作、発砲、着弾など）をガンエフェクトと呼ぶ。

## 呼称
元来、映画業界では小道具銃をステージガンという呼称が一般的であったが、1980年代後半よりプロップガンという呼称が用いられるようになり、現在ではプロップガンという呼称の方が一般的である。
これは『Gun』誌の記事においててっぽう屋（現ビッグショット）代表の納富喜久男が「海外ではステージガンと言っても通じない」と語ったことが影響している。
ただしそれ以前にも、『Gun』1980年4月号において、トビー門口が「ステージ・ガン(この言葉がよく分からないんだけど、アメリカでいうのか、ステージで使うからいうのか、自分が知っているのは、ハリウッドでよく使われる名前で、プロップ・ガンとかブランク・ピストルなんだけどネー)」という記述をしている。

## 種類
劇中に登場する小道具銃であればどんな種類であってもプロップガンと呼んでも差し支えないが、一般的には以下の種類が存在する。
空砲式
実銃に空包を装填して発砲を表現する方式で、ハリウッドを始め、多くの映画で使用されている方式。しかし、日本をはじめ民間で実銃の所持が制限されている国では使用できない。(かつては銃刀法が現在ほど厳しくなかった時代に『野獣狩り』のように役者の代わりに専門家が発砲するシーンや『野生の証明』のような金属製モデルガンを使用するなども可能だった。)
実銃と同じメカニズムで動作するため、非常にリアルに再現される。外力を用いずに作動する自動銃の場合、単に空包を装填して撃発するだけでは動作不良が起こるため、空包発射用に改造して使用される。これら火薬式のプロップガンを正面から見ると、銃腔の中に発射薬の燃焼ガスを調節するためのレギュレーターが見える場合がある。そのため実弾は発射できず、誤発射の危険性はほとんどない。しかし、実弾を誤って装填して撃発すると銃の破損につながり、また空砲の燃焼ガスは近距離では人間を殺傷し得る威力を持つため、このプロップを扱うにあたっては公的機関および業界団体により専門の資格が設定されていることが多く、俳優やスタッフは専門家から安全な取り扱いについて指導を受ける場合が多い。
電気着火式
電気スイッチにより火薬を発火させる機能のみを有したプロップガン。通称電着銃という。
トリガーに連動するスイッチと電池、火薬ソケットがあれば作動するシンプルな構造なため作動不良が少なく、小道具起因による失敗を極力防ぐ事ができる。
銃としての機能が一切存在しない電気回路のみであるため、構造上カートリッジやマガジンを必要としない。つまり、銃の形をした電気回路にしか過ぎず、殺傷能力は完全に存在せず、違法改造の心配がない。
ただしリボルバーではシリンダーが回転しない、オートマチックではスライドが動かない、排莢しないなど、銃本来のリアルなアクションを表現できない欠点がある。また、銃によっては内部に装置を仕込みきれないため、外形が実銃とは異なってしまう（機関銃の銃口部が実銃に比べて二回りほど太くなる、等）ことがある。
カートリッジ式
市販モデルガンをベースとしてカートリッジと玩具煙火を使用し、発砲を表現する。
モデルガンは発射機能を持っていないが、動作や操作方法は実銃に非常に近いため、リアルな表現ができる。
ただし、整備性や作動確実性の面で電気着火式に大きく劣り、リテイクの原因になる危険も高い。また、モデルガンメーカーや銃の種類によって作動方式が異なるため、取り扱う俳優やスタッフは発火方式や個々の銃の“クセ”を把握しておく必要がある。
ダミー銃
銃の形状を模した合成樹脂製のプロップで、ゴムやウレタン、もしくはその他のプラスチックにより製作される。ゴム（ラバー）が多く用いられることから、“ラバーガン”の通称がある。
銃を発砲せずアップで映らないシーンや、銃を用いて人や物を殴るシーン、銃を放り投げるシーンなど、実銃を使うには危険である、もしくは実銃を使うには重すぎて演者に負担がかかるシーンなどで使用される、安全性を重視したプロップである。
実銃、もしくはトイガンを型取り複製することによって製作され、その構造上、一切の発火メカニズムは持っておらず、引き金や撃鉄も含めて一切の可動部分がない、というものが多いが、特殊撮影にコンピューターグラフィックスが用いられるようになってからは、「実銃に準じた可動部はあるが、発火機構はない」というダミー銃を市販のトイガンの流用もしくは改造、あるいは3Dプリンタ等を用いて製作し、発砲を伴うシーンの撮影後に、発火や発煙をポストプロダクションの段階で描き加える、という手法も用いられている。
発火や複雑な操作、演者や物品に危険を伴わないシーンに用いるものであれば、複製するのではなく市販のトイガンをそのまま用いる例も多い（外形のみ写るのであれば問題はないため）。「背景」としてのエキストラに持たせるものであれば克明には写らない（写さない）ため、小道具を用意する時間や予算のない低予算の作品では「厚手の木の板を銃のように見えるように削って黒く塗った」だけの“ダミー銃”が用いられた例もある。（映画『野火』に登場する九九式短小銃など）

## ガンエフェクトプロフェッショナル
プロップガンの製作、調整、使用等には専門的知識を必要とするため、映画界でも専門のプロフェッショナルに委託することが多い。
- トビー門口 - ガンエフェクトの先駆け。
- ブロンコ - ウェスタンショーを得意とする。
- ビッグショット - 日本映画界の多くのガンエフェクトを手がける。旧てっぽう屋。
- F&T - レ・ミゼラブル、ミス・サイゴンなど演劇を得意とする。
- 戸井田工業 - 電着銃を始め、現代劇、時代劇の美術大道具、小道具を手がける。昭和10年創業。
- パイロテック - 高い技術力で高い評価。小道具製作から特殊効果、VFXまで幅広く手がける。
- 旭工房 - プロップガン製作。
- 武器屋 - 幕末や第二次世界大戦中の銃を主に供給。発火用よりもアップ用が多い。
- エスカプロダクト - プロップガン製作・販売。ガンエフェクト。

## 玩具銃メーカーとの関わり
作品によっては時に玩具銃メーカーの協力によりプロップガンを調達する事がある。
大量の銃器類を使用するシーンにて市販品のトイガンを使用する場合やオリジナルプロップガンの製作をする場合等々、作品によって関わる内容は様々である。
調達する小道具についても銃器類本体に限らずホルスター、スリング等の銃関連品までメーカーから提供を受ける場合もある。
近年では作品とタイアップし、作中使用のプロップガンと同型式の製品を発売する場合もあり、広告宣伝として無償提供することも多い。
古くはMGCが映画用に指アクションによる排莢機能を持ったM16アサルトライフルを製作したことがある。『西部警察』で使用されたMGC M31RS2をベースとしたショットガンのプロップガンもMGCの小林太三の製作である。
広告戦略としてテレビコマーシャルを放映していたMGCや国際産業は積極的にテレビや映画作品にプロップガン提供を行っていた時期があり、エンドロール上にメーカー名が記されている作品も多い。
自衛隊、機動隊、特殊部隊等が登場する作品には銃器類装備が必須であり、近年では東京マルイが協力している作品が多い。

## プロップガンの例
- MGCハイウェイパトロールマン41 3.5in -MGC製。昭和40年代後半から50年代前半に活躍。モデルガンと電気式有り。
- MGC 旧(ニュー)ローマンMkⅢ - MGC製。刑事用拳銃として現在まで広く活躍。実際の日本警察では採用されていない。モデルガンと電気式有り。
- MGC ガバメントGM5・GM2 - MGC製。警察用から犯人用まで幅広く活躍。モデルガンと電気式有り。
- MGC SW/59 - MGC製。『太陽にほえろ!』『西部警察』で使用されたプロップガン。モデルガンと電気式有り。
- MGC M31RS2 - MGC製。『西部警察』で大門団長(渡哲也)が使用した散弾銃型プロップガン。MGC M31RS1ベースのプロップガンも存在する。電気式のみ。
- ニューナンブM60 - 日本警察の制式けん銃として有名だが、近年まで該当のトイガンが存在しなかった（メーカーも自主規制し製造していない）ため、電着銃からCMC M36の外観をカスタムしたプロップガンまで様々な仕様が存在する。
- SKB光線銃 - 銃犯罪シーンで比較的需要の高い上下二連ショットガンはゲームセンターの散弾銃型コントローラーやビームライフルをベースとした電着銃が存在する。中でも昭和50年代にゲームセンターに設置された射撃ゲームのコントローラーが実銃メーカーのSKB製だったために、廃棄されたコントローラーがプロップガンのベースとして重宝された。木製ストック側面にダイヤ型のマークがあるので容易に認識できる。電気式のみ。

## 報道とプロップガン
現実に演劇界でプロップガンを巡るトラブルは1990年代から報じられ、プロップガンを使った演目の上演後、劇場が警察の捜査を受けた事例がカナダにある。
2013年に銃規制が強化されたアメリカでは、カリフォルニア州の特に厳しい規制を映画撮影の障壁になると懸念する声が上がり、映画の撮影現場は特例として規制項目に配慮されるという見解がニューヨークタイムズに掲載された。
その同じ2013年、不用意に小道具の銃を見せたために俳優が警察官に取り巻かれ（アメリカ・ジョージア州アトランタ）、あるいは映画の撮影現場で改造銃を見せびらかしたコメディアンが5年の実刑判決を受け、ニュージャージー州の法の執行に人種格差という抜け穴が指摘された。公共の場でプロップガンを人に見せる行為は、当事者がたとえ一般人で子供でも取り締まりの対象となるとしながら、一方で11歳の少年が「カウボーイごっこ」をして模造銃を携え、銃口を人に向けたことから逮捕された事例（ニューヨーク市イーストエンド）がある。ところが他方で同年、『ニューヘブン・レジスター』紙（ハースト・コーポレーション傘下）は互いに空のBB銃を構えあったアメリカの警察官と上院議員は検察の訴追を免れたと伝えた。
銃規制法が導入されると、2015年にアメリカの高校生がプロップガンを持ち込んで校舎が警察によって封鎖され、近隣の別の高校では事件から間もなく人気の演目『ハロー・ドーリー!』の上演を控えており、当日、銃を使うシーンを省いたといい、その紹介は地方紙2紙で温度差がある。
ウェールズの日刊紙『ウェスタン・メイル』（Western Mail）の報道では、パブでプロップガンを見せたために逮捕された一般人の事件がある（2018年）。
改造銃による死亡事故の例は時系列順に、撮影中に撃たれて死亡したブランドン・リーの事件を伝えた芸能雑誌『ピープル』、オーストラリアの新聞『ゴールドコースト・ブレテン』Gold Coast Bulletin によると舞台の上演中に古いライフルが暴発して複数の出演者が死傷し（2015年ゴールドコースト）、同年『デイリー・ミラー』はロンドンでミュージックビデオの撮影中に事故死したラッパーについて報じた。
2021年10月22日には、アメリカ合衆国のボナンザ・クリーク・ランチで映画撮影中であった俳優のアレック・ボールドウィンがプロップガンを誤射したことで、撮影監督が死亡し、監督が負傷する死傷事故が発生したことがAP通信やBBC等の各種報道機関によって報じられた。

### 学校とプロップガン
2000年代の報道では、『シカゴ・トリビューン』の続報によると大学構内で大学院生がプロップガンを取り出して逮捕され、そのプロップガンは演劇資料室から持ち出したと記している（2008年）。
学校関係者対象のウェブ版専門誌『American School & University』は、高校の演劇クラブで裏方の学生が改造銃を点検中に暴発して死亡した事件を報じ（2008年ユタ州セントジョージ）、その事件が構内で発生した学校側に法的な責任があるかどうか裁判で争われ、無罪とされたとUPI通信社が配信した（2009年）。